# Кордуліїди
Кордуліїди (Corduliidae) — родина бабок з групи різнокрилих (Anisoptera). Містить понад 150 видів.

## Поширення
Родина поширена по всьому світу. В Україні трапляється 7 видів:
- Кордулія бронзова (Cordulia aenea)
- Епітека двоплямиста (Epitheca bimaculata)
- Зеленотілка жовтоплямиста (Somatochlora flavomaculata)
- Зеленотілка південна (Somatochlora meridionalis)
- Зеленотілка металева (Somatochlora metallica)
- Зеленотілка північна (Somatochlora arctica)
- Зеленотілка альпійська (Somatochlora alpestris)

## Опис
Бабки темного кольору з металево-зеленими або жовтими відблисками. Більшість із них мають великі смарагдово-зелені очі. Трикутники передніх крил розташовані далі від дуги, ніж задні крила, і орієнтовані по-різному. Анальне поле заднього крила має вигляд черевика, і набагато менш розвинене, ніж у Libellulidae.

## Роди
Родина включає 18 родів.
- Aeschnosoma Selys, 1870
- Antipodochlora Fraser, 1939
- Cordulia Leach, 1815
- Cordulisantosia Fleck & Costa, 2007
- Dorocordulia Needham, 1901
- Epitheca Burmeister, 1839
- Guadalca Kimmins, 1957
- Helocordulia Needham, 1901
- Hemicordulia Selys, 1870
- Heteronaias Needham & Gyger, 1937
- Metaphya Laidlaw, 1912
- Neurocordulia Selys, 1871
- Paracordulia Martin, 1906
- Pentathemis Karsch, 1890
- Procordulia Martin, 1907
- Rialla Navás, 1915
- Somatochlora Selys, 1871
- Williamsonia Davis, 1913